# Comando (tecla)

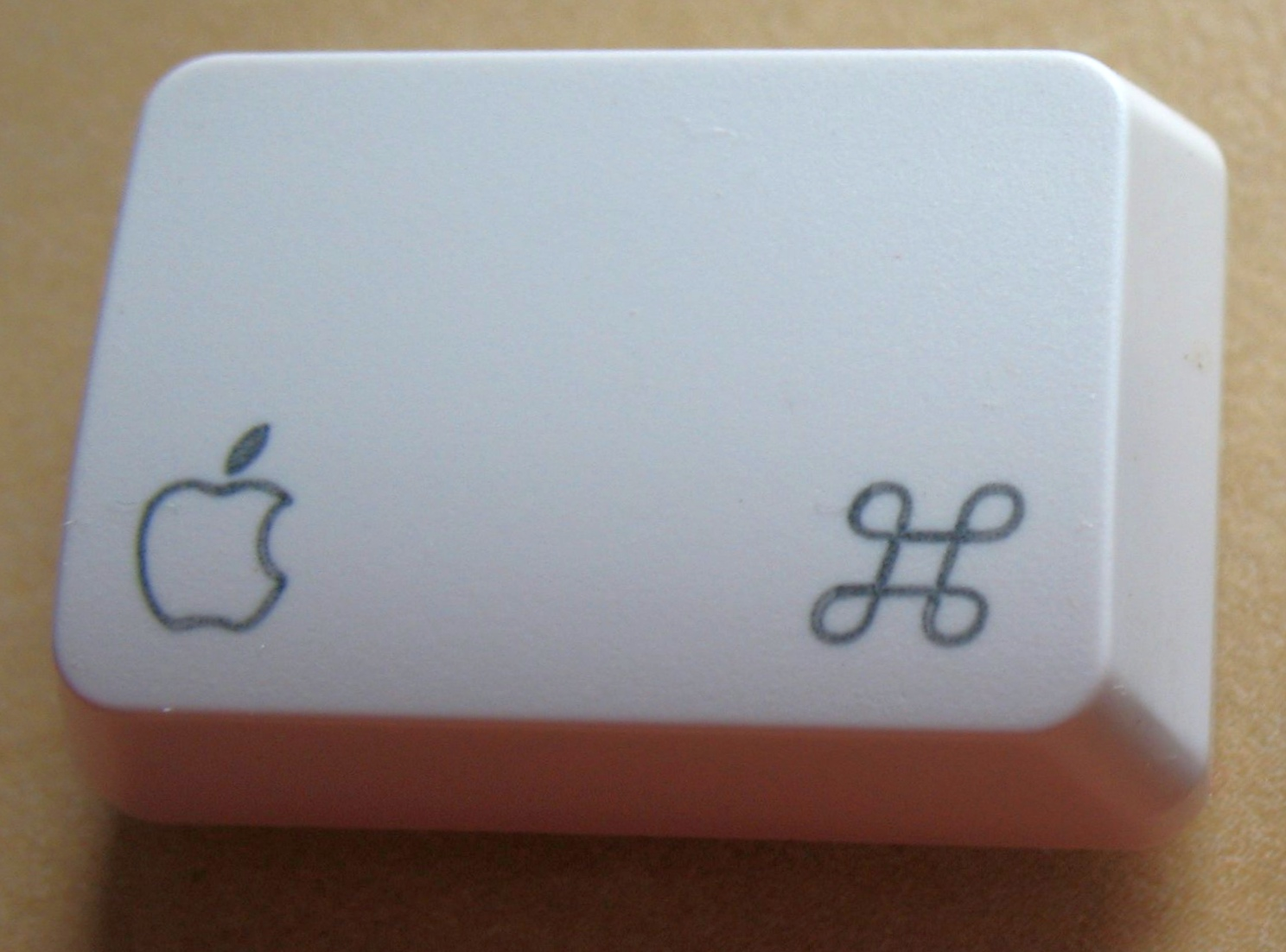
Tecla de comando.

Ícono de la tecla comando.

La tecla comando (⌘), también llamada tecla Apple,  tecla manzana o command, es una tecla de combinación utilizada en los ordenadores Macintosh. Dicha tecla realiza la misma función que teclas como Ctrl en PC en operaciones tales como copiar/cortar/pegar. Como norma general la función de dicha tecla es acceder a métodos abreviados de funciones comunes en el sistema operativo o en aplicaciones del usuario. En el sistema operativo Macintosh entra a reemplazar al famoso botón Windows que se utiliza en los teclados diseñados para dicho sistema operativo, además de cumplir la función de dicha tecla al conectar un teclado Apple a un PC con Windows.
Teclado Apple (distribución española).
- Datos: Q814188
- Multimedia: Command keys / Q814188